# Carcelles Peak
Der Carcelles Peak ist ein 1065 m hoher Berg auf Südgeorgien. Er ragt unmittelbar südlich des Kopfendes des Moraine Fjord auf.
Der South Georgia Survey kartierte ihn im Rahmen seiner von 1951 bis 1957 dauernden Vermessungskampagne. Das UK Antarctic Place-Names Committee benannte ihn 1958 nach dem argentinischen Biologen Alberto Carcelles (1897–1977), der in der Zeit von 1926 bis 1927 und von 1929 bis 1930 auf Südgeorgien Präparate für das Nationalmuseum in Buenos Aires gesammelt hatte.